# Copidosoma remotum
Copidosoma remotum är en stekelart som beskrevs av Sharkov 1988. Copidosoma remotum ingår i släktet Copidosoma och familjen sköldlussteklar. Inga underarter finns listade i Catalogue of Life.